# Bonnaya antipoda
Bonnaya antipoda är en tvåhjärtbladig växtart som först beskrevs av Carl von Linné, och fick sitt nu gällande namn av George Claridge Druce. Bonnaya antipoda ingår i släktet Bonnaya och familjen Linderniaceae. Inga underarter finns listade i Catalogue of Life.